# Szkło laboratoryjne

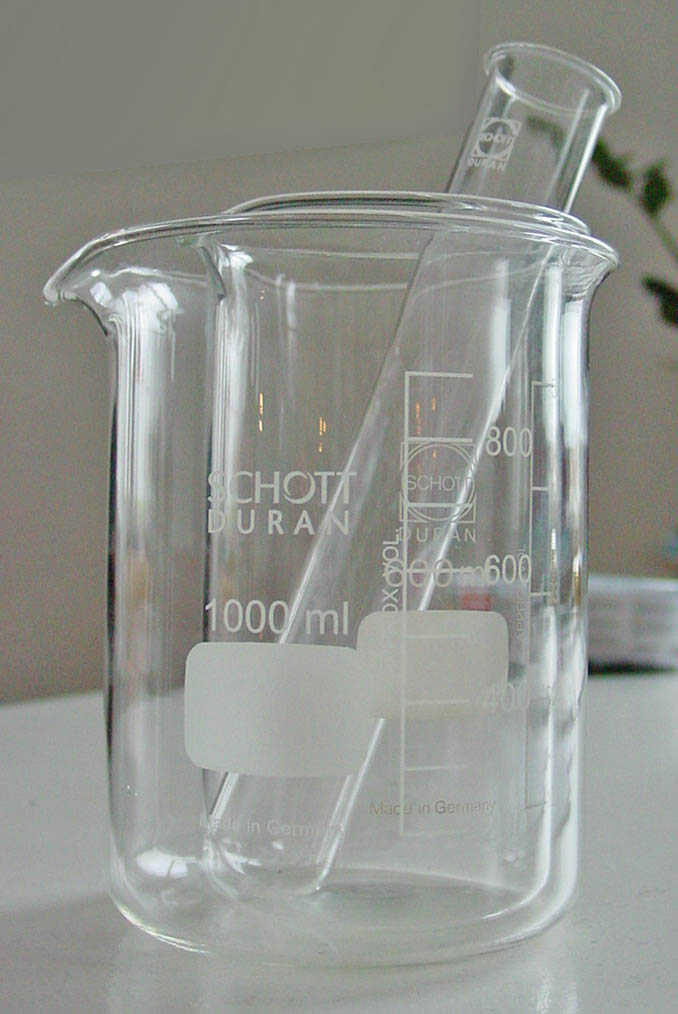
Szklane naczynia laboratoryjne

Szkło laboratoryjne – szlachetny gatunek szkła wysokiej klasy, odznaczający się dużą wytrzymałością mechaniczną i odpornością na nagłe zmiany temperatur oraz dużą odpornością na działanie odczynników chemicznych. Do produkcji szkła laboratoryjnego dodaje się tlenków baru, cynku, glinu, boru, magnezu. Szkło laboratoryjne stosowane jest do produkcji aparatury chemicznej i szklanego sprzętu laboratoryjnego.
W zależności od dodanych składników i związanych z tym właściwościami, szkło laboratoryjne dzieli się na:
- szkło sodowe – łatwo topliwe, miękkie, stosowane do wyrobu szyb i pomocniczego sprzętu laboratoryjnego
- szkło potasowe – trudniej topliwe, twarde
- szkło jenajskie – odporne na działanie wody, kwasów, zasad oraz wytrzymałe na zmianę temperatury i wysoką temperaturę
- szkło pyreksowe – bardzo wytrzymałe na działanie czynników mechanicznych oraz na zmiany temperatury
- szkło duranowe – odporne na działanie wody, wytrzymałe na wysoką temperaturę, mniej odporne na działanie kwasów i zasad
- szkło supremax – bardzo wytrzymałe termicznie, o temperaturze mięknienia około 800 °C
- szkło kwarcowe - otrzymywane jest przez stopienie kryształów kwarcu w temp. ok. 2000 °C. Dzięki niskiemu współczynnikowi rozszerzalności cieplnej jest odporne na szok termiczny (rozżarzone do czerwoności w płomieniu palnika wytrzymuje gwałtowne schłodzenie przez zanurzenie w wodzie. Cechuje się niższą niż inne gatunki szkła odpornością na działanie alkaliów oraz wysoką odpornością na działanie wody oraz silnych kwasów. Nieodporne na działanie gorącego kwasu fosforowego, fluorowodoru, kwasu fluorowodorowego i soli fluoru. Stosowane m.in. do wyrobu tygli.

Terminem szkło laboratoryjne często określa się wyroby wykonane ze szkła lub porcelany używane w laboratoriach do prac naukowych oraz analiz chemicznych.